# Colomine
Colomine (ou Kolomine) est un village aurifère du Cameroun situé dans la région de l'Est et le département du Lom-et-Djérem. Il fait partie de la commune d'arrondissement de Ngoura. C'est une chefferie traditionnelle de 3e degré.

## Population
Lors du recensement de 2005, la localité comptait 3 503 habitants.

## Économie
Colomine se trouve dans l'un des plus grands bassins de production d'or de l'Est. Cependant l'exploitation minière reste principalement artisanale ou faiblement mécanisée. Elle se fait souvent sur les berges de la Kadey, à bord de pirogues à moteur. Des sociétés étrangères mènent des explorations, mais ces ressources naturelles profitent peu à la population.